# Felestads landskommun
Felestads landskommun var en tidigare kommun i dåvarande Malmöhus län.

## Administrativ historik
Kommunen bildades i Felestads socken i Rönnebergs härad i Skåne när 1862 års kommunalförordningar trädde i kraft. 
23 maj 1941 inrättades i denna kommun, liksom i Svalövs landskommun Svalövs municipalsamhälle som upplöstes vid årsskiftet 1952/1953.
Vid kommunreformen 1952 uppgick kommunen i  Svalövs landskommun som 1971 ombildades till Svalövs kommun.